# メアリー・ハリソン・マッキー
メアリー・ハリソン・マッキー（Mary Scott Harrison McKee、1858年4月3日 – 1930年10月28日）は、第23代アメリカ合衆国大統領ベンジャミン・ハリソンの娘で、大統領夫人である母キャロラインが重態に陥って死去した後、代理としてアメリカ合衆国のファーストレディを務めた女性である。

## 生涯
インディアナポリスで生まれ、1884年11月5日に同地においてゼネラル・エレクトリックの創業者の1人であるジェームズ・ロバート・マッキー（James Robert McKee）と結婚した。マッキーとの間に、ベンジャミン・ハリソン・マッキー（Benjamin Harrison McKee、ベビー・マッキーとして知られた）、メアリー・ロッジ・マッキー（Mary Lodge McKee）の2人の子を儲けた。
1892年10月に母キャロラインが死去し、メアリーは亡母の代理としてファーストレディを務めるようになった。1892年の大統領選挙での再選を目指していた父ハリソンが民主党候補のグロバー・クリーブランドに敗れ、彼女のファーストレディとしての日々は翌年3月4日で終わった。
その後、ハリソンとメアリーの関係は、メアリーの従姉妹で既に前の夫と死別して未亡人となっていたメアリー・ロード・ディミック（en:Mary Dimmick Harrison）とハリソンが恋愛関係になったことを巡って険悪になった。1896年にハリソンがメアリー・ロード・ディミックと再婚すると、父娘は二度と口をきかなくなってしまった。1901年に、父危篤の知らせを受けたメアリーはインディアナポリスに戻ったが、時は既に遅く数時間前にハリソンは他界していた。
メアリーは72歳で死去し、インディアナポリスにあるクラウンヒル墓地（en:Crown Hill Cemetery）に埋葬された。
なお、メアリーは2010年の時点において、夫人がいなかった大統領のファーストレディを務めた最後の人物である。